# KR Comae Berenices
KR Comae Berenices (KR Com) es una estrella múltiple de magnitud aparente +7,15.
Está situada en la constelación de Cabellera de Berenice, visualmente 2,5º al este de la brillante Diadem (α Comae Berenices), a 209 años luz del sistema solar.

## Componentes A y B
El sistema estelar KR Comae Berenices consta de tres estrellas, estando dominado por una binaria de contacto —subsistema AB— cuyo tipo espectral conjunto es F8V.
Las dos componentes de este subsistema son muy diferentes.
La primaria tiene una temperatura superficial de 5549 ± 244 K y es un 45% más luminosa que el Sol.
Su masa es un 42% veces mayor que la masa solar y tiene un radio un 33% veces más grande que el del Sol.
La componente secundaria tiene una temperatura más alta de 6072 ± 270 K pero su luminosidad equivale sólo al 28% de la luminosidad solar.
Tiene un radio aproximadamente la mitad del radio solar.
Su masa de 0,129 masas solares hace de esta binaria una de las que poseen una menor relación de masas (q = 0,09).
El período orbital de este susbsistema es de 0,408 días y constituye una binaria eclipsante, siendo por tanto una estrella variable.

## Componente C
Una tercera estrella —componente C— se mueve en una órbita muy excéntrica (ε = 0,934) alrededor del centro de masas común, empleando 10,98 ± 0,27 años en completar una vuelta.
El próximo periastro tendrá lugar en 2017.
La temperatura estimada de esta componente es de 5900 ± 200 K, que corresponde a un tipo espectral entre F8 y G6.
Por otra parte, la estimación de su radio a partir de su temperatura y luminosidad conduce a un valor de 0,93 - 0,99 radios solares, lo que sugiere un tipo espectral tardío G8 - K1.
Parece ser una estrella de lenta rotación.
Su luminosidad equivale al 56% de la luminosidad conjunta de AB, por lo que es menos luminosa de lo que cabría esperar si estuviese en la secuencia principal; por ello se ha sugerido que pueda ser también una estrella binaria.
El sistema tiene una metalicidad algo superior a la solar ([Fe/H] = +0,06) y su edad más probable es de 2200 millones de años.